# 桜木町統括センター
桜木町統括センター（さくらぎちょうとうかつセンター）は、東日本旅客鉄道（JR東日本）横浜支社の駅・運転士・車掌を所管する組織である。
2024年10月1日に桜木町営業統括センター、横浜運輸区を統合して発足。

## 所管

### 駅
- 桜木町駅 - 所長所在駅
- 関内駅
- 石川町駅★
- 山手駅★
- 根岸駅
- 磯子駅
- 新杉田駅★
- 洋光台駅★

★: JR東日本ステーションサービスに業務委託

### 乗務ユニット
- 磯子駅構内に設置（旧横浜運輸区）
- 担当線区（運転士）
  - 京浜東北・根岸線：全線
- 担当線区（車掌）
  - 京浜東北・根岸線：全線

## 歴史
- 2022年3月12日 - 桜木町営業統括センター（桜木町、関内、根岸、磯子各駅の統合）が発足。
- 2024年10月1日 - 桜木町営業統括センターに、横浜運輸区を統合し桜木町統括センターが発足。桜木町営業統括センター、横浜運輸区を廃止する。